# Contribuição sindical
A contribuição sindical, também chamada de imposto sindical, é um valor pago por todos os trabalhadores que quiserem contribuir com o sindicato de sua categoria, económica ou profissional, ou de uma profissão liberal, independentemente de serem ou não associados a um sindicato. Era obrigatório o pagamento por todos os trabalhadores e após a reforma trabalhista, passou a ser opcional.

## Brasil
No Brasil, o imposto sindical, criado na década de 1940, foi extinto com a reforma trabalhista no Brasil em 2017, passando a contribuição a necessitar de autorização prévia expressa dos trabalhadores interessados em pagar pelos serviços oferecidos pelos sindicatos. Este imposto representava pelo menos 80% da fonte de renda dos sindicatos, e sua perda levou a um rombo nos caixas dessas organizações. O dinheiro arrecadado com o imposto, que correspondia a um dia de salário de cada trabalhador, era distribuído da seguinte forma: 60% para os sindicatos, 15% para as federações, 5% para as confederações, e 20% para a Conta Especial Emprego e Salário (CEES) administrada pelo Ministério do Trabalho e Emprego (MTE).
Em 29 de junho de 2018, o plenário do Supremo Tribunal Federal (STF), em resposta a diversas ações questionando o fim da obrigatoriedade da contribuição sindical, julgou constitucional  a extinção do caráter de imposto estabelecida pela reforma trabalhista no Brasil em 2017.

## Outras Contribuições

### Contribuição Assistencial
A contribuição assistencial, embora não tenha previsão legal, poderá ser cobrada dos sindicalizados, desde que tenha sido instituída em assembleia geral com ampla participação dos trabalhadores da categoria, e esteja prevista em convenção ou acordo coletivo.
Seu objetivo maior é suprir gastos que a verba obtida pela contribuição sindical não consegue abranger. Além disso, ela serve como sustentação financeira das atividades prestadas pelos sindicatos, como convênios, atendimentos de saúde e clubes.

### Contribuição Confederativa
A contribuição confederativa foi criada para custear o sistema confederativo da respectiva representação sindical.
Por decisão do Supremo Tribunal Federal (súmula 666) ela só poderá ser cobrada dos filiados do respectivo sindicato.